# Astragalus palenae
Astragalus palenae är en ärtväxtart som först beskrevs av Rodolfo Amando Philippi, och fick sitt nu gällande namn av Karl Friedrich Carlos Federico Reiche. Astragalus palenae ingår i släktet vedlar, och familjen ärtväxter.

## Underarter
Arten delas in i följande underarter:
- A. p. dusenii
- A. p. grandiflora
- A. p. palenae